# Naturschutzgebiet Schlagmersch
Koordinaten: 51° 41′ 50″ N, 7° 51′ 4″ O
Das Naturschutzgebiet Schlagmersch liegt auf dem Gebiet der kreisfreien Stadt Hamm in Nordrhein-Westfalen.
Das rund 75 ha große Gebiet, das im Jahr 1995 unter der Schlüsselnummer HAM-012 unter Naturschutz gestellt wurde, erstreckt sich nördlich der Kernstadt Hamm entlang der Lippe. Südlich des Gebietes fließt der Datteln-Hamm-Kanal.